# Polydamas ze Skotussy
Polydamas (gr. Πολυδάμας) lub Pulydamas (gr. Πουλυδάμας) – starożytny grecki atleta, pankratiasta, olimpijczyk.
Był synem Nikiasza, pochodził ze Skotussy w Tesalii. Odniósł zwycięstwo w pankrationie na igrzyskach olimpijskich w 408 roku p.n.e. Jego siła stała się legendarna: opowiadano, jakoby niczym mityczny Herakles zadusił gołymi rękoma lwa i zatrzymał pędzący rydwan. Miał też złapać kiedyś byka za nogi i nie puścić go dopóty, aż ten wyrwał się zostawiając w rękach Polydamasa racice, a także wyzwać na jednoczesny pojedynek trzech perskich Nieśmiertelnych i położyć ich trupem.
Zginął śmiercią tragiczną, gdy pewnego razu doszło do zawalenia się jaskini, w której przebywał wraz z przyjaciółmi. Polydamas przytrzymał rękoma strop, poświęcając własne życie dla umożliwienia ucieczki towarzyszom. W Olimpii wystawiono mu pomnik, który, jak wierzono, miał moc uzdrawiania z gorączki.